# DFB-Ligapokal 2001
La DFB-Ligapokal 2001 (nota in italiano anche come Coppa di Lega tedesca 2001) è stata la sesta edizione della Coppa di Lega tedesca.
Si è svolta nel luglio 2001 ed è stata vinta dallo Hertha Berlino, che ha battuto in finale lo Schalke 04 per 4-1.

## Partecipanti
| Squadra           | Città                 | Motivo qualificazione                                                       |
| ----------------- | --------------------- | --------------------------------------------------------------------------- |
| Bayern Monaco     | Monaco di Baviera     | Vincitore della Bundesliga 2000-2001                                        |
| Schalke 04        | Gelsenkirchen         | Vincitore della Coppa di Germania 2000-2001 e 2º nella Bundesliga 2000-2001 |
| Borussia Dortmund | Dortmund              | 3º nella Bundesliga 2000-2001                                               |
| Bayer Leverkusen  | Leverkusen            | 4º nella Bundesliga 2000-2001                                               |
| Hertha Berlino    | Berlino               | 5º nella Bundesliga 2000-2001                                               |
| Friburgo          | Friburgo in Brisgovia | 6º nella Bundesliga 2000-2001                                               |

## Tabellone
| Turno preliminare       | Turno preliminare |  |  | Semifinali        | Semifinali |  |  | Finale         | Finale |
|                         |                   |  |  |                   |            |  |  |                |        |
|                         |                   |  |  | Schalke 04        | 2          |  |  |                |        |
| Borussia Dortmund (dcr) | 1 (3)             |  |  | Borussia Dortmund | 1          |  |  |                |        |
| Friburgo                | 1 (1)             |  |  |                   |            |  |  | Schalke 04     | 1      |
|                         |                   |  |  |                   |            |  |  | Hertha Berlino | 4      |
|                         |                   |  |  | Bayern Monaco     | 0          |  |  |                |        |
| Bayer Leverkusen        | 1                 |  |  | Hertha Berlino    | 1          |  |  |                |        |
| Hertha Berlino          | 2                 |  |  |                   |            |  |  |                |        |

## Turno preliminare
| Arbitro: | Wagner |

|                               |                      |                                         |
| Kohler 61’                    | Marcatori            | 47’ Müller                              |
| Rosický Evanílson Dedê Koller | Tiri di rigore 3 – 1 | Tskitishvili Iashvili Kobiashvili Zeyer |

| Arbitro: | Weiner |

|              |           |                            |
| Neuville 44’ | Marcatori | 49’ Marcelinho 63’ Deisler |

## Semifinali
| Arbitro: | Wack |

|              |           |           |
| Agali 2’ 12’ | Marcatori | 75’ Bobic |

| Arbitro: | Jansen |

|  |           |            |
|  | Marcatori | 39’ Preetz |

## Finale
| Arbitro: | Berg |

|           |           |                                                               |
| Böhme 40’ | Marcatori | 24’ (aut.) Wałdoch 29’ Marcelinho 66’ Alex Alves 84’ Hartmann |

| Schalke 04 | Hertha Berlino |

### Formazioni
| Schalke 04:   |    |                     |  |     |
|               |    |                     |  |     |
| P             | 13 | Frode Grodås        |  |     |
| D             | 12 | Marco van Hoogdalem |  |     |
| D             | 6  | Tomasz Hajto        |  |     |
| D             | 15 | Tomasz Wałdoch      |  |     |
| D             | 2  | Nico Van Kerckhoven |  |     |
| C             | 16 | Kristijan Đorđević  |  |     |
| C             | 20 | Jiří Němec          |  |     |
| C             | 7  | Andreas Möller      |  | 57’ |
| C             | 8  | Jörg Böhme          |  |     |
| A             | 14 | Gerald Asamoah      |  | 57’ |
| A             | 11 | Ebbe Sand           |  | 70’ |
| Sostituzioni: |    |                     |  |     |
| C             | 17 | Sven Vermant        |  | 57’ |
| A             | 21 | Émile Mpenza        |  | 57’ |
| A             | 22 | Victor Agali        |  | 70’ |
| Allenatore:   |    |                     |  |     |
| Huub Stevens  |    |                     |  |     |

| Hertha Berlino: |    |                       |             |     |
|                 |    |                       |             |     |
| P               | 1  | Gábor Király          |             |     |
| D               | 5  | Kostas Konstantinidis |             |     |
| D               | 14 | Josip Šimunić         |             |     |
| D               | 33 | Marko Rehmer          |             |     |
| C               | 26 | Sebastian Deisler     |             | 63’ |
| C               | 21 | Michael Hartmann      |             | 88’ |
| C               | 20 | Andreas Neuendorf     |             |     |
| C               | 22 | Stefan Beinlich       |             |     |
| C               | 30 | Marcelinho            |             |     |
| A               | 7  | Alex Alves            | Ammonizione | 82’ |
| A               | 11 | Michael Preetz        |             |     |
| Sostituzioni:   |    |                       |             |     |
| C               | 18 | Pál Dárdai            |             | 63’ |
| C               | 8  | Bart Goor             |             | 82’ |
| C               | 32 | Thorben Marx          |             | 88’ |
| Allenatore:     |    |                       |             |     |
| Jürgen Röber    |    |                       |             |     |

## Classifica marcatori
| Pos. | Giocatore         | Squadra           | Gol |
| ---- | ----------------- | ----------------- | --- |
| 1    | Victor Agali      | Schalke 04        | 2   |
| 1    | Marcelinho        | Hertha Berlino    | 2   |
| 3    | Alex Alves        | Hertha Berlino    | 1   |
| 3    | Fredi Bobic       | Borussia Dortmund | 1   |
| 3    | Jörg Böhme        | Schalke 04        | 1   |
| 3    | Sebastian Deisler | Hertha Berlino    | 1   |
| 3    | Michael Hartmann  | Hertha Berlino    | 1   |
| 3    | Jürgen Kohler     | Borussia Dortmund | 1   |
| 3    | Stefan Müller     | Friburgo          | 1   |
| 3    | Oliver Neuville   | Bayer Leverkusen  | 1   |
| 3    | Michael Preetz    | Hertha Berlino    | 1   |